# Schiza
Isla Schiza (en griego: Σχίζα) es una isla griega al oeste de Cabo Akritas en la costa sudoeste del Peloponeso. El censo de 2001 registró una población de dos habitantes. Administrativamente forma parte del municipio de Modona., en la prefectura de Mesenia, que a su vez depende de la periferia del Peloponeso.
Schiza es una isla con una forma irregular, con un área de 11,4 kilómetros cuadrados. El pico Vigla es el más alto y está en el norte de la isla; posee una altura de 201 metros. La costa es rocosa, sólo hay una tranquila bahía en el lado sur. Schiza está cubierta de arbustos y se utiliza como tierra de pastoreo para el ganado. El acceso a la isla está prohibido, ya que sirve a la Fuerza Aérea como campo de tiro.